# Krasznodári nemzetközi repülőtér
A Krasznodári nemzetközi repülőtér (IATA: KRR, ICAO: URKK) (orosz nyelven: Международный аэропорт Краснодар) nemzetközi repülőtér Oroszországban, amely Krasznodar és Szocsi közelében található. Éves utasforgalma 4 160 053 fő (2018).

## Futópályák
A repülőtér futópályái:
- 05R/23L (3000 m, 40 m, beton)

## Forgalom
Az utasforgalom az elmúlt években az alábbi módon változott:
| Utasok száma | 578 000 | 1 377 000 | 907 118 | 896 272 | 1 151 992 | 1 609 406 | 2 511 000 | 3 128 248 | 4 160 053 | 5 022 243 |
|              | 1965    | 1980      | 1998    | 2002    | 2005      | 2008      | 2011      | 2015      | 2018      | 2021      |